# National Bowl

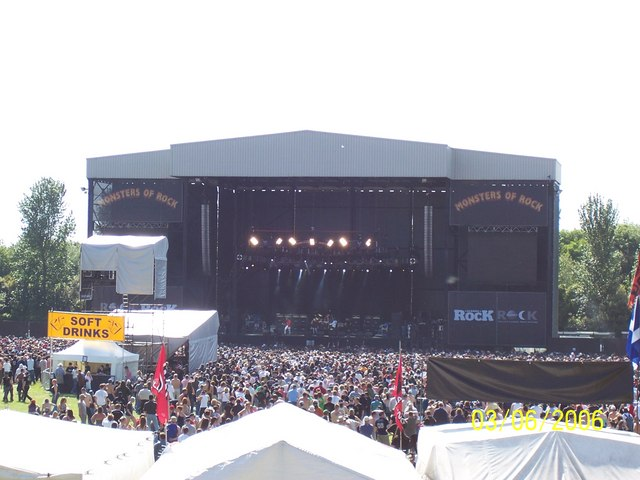
I Thunder al Monsters of Rock nel 2006

Il National Bowl (originariamente Milton Keynes Bowl) è un sito britannico a Milton Keynes, Buckinghamshire, Inghilterra, sede di numerosi concerti musicali.
Il sito è un ex-cava di argilla, modificato per formare un anfiteatro, sotto il livello del terreno; ha una capacità massima di 65.000 spettatori. L'arena è una prateria aperta, senza posti a sedere. Il National Bowl venne aperto nel 1979 con concerti di Desmond Dekker e Geno Washington. Nel 1992, la Sony ha comprato il sito e lo ha rinominato National Bowl, costruendo un palco permanente. Negli anni 2000, dopo la cessione da parte della Sony, è in locazione ad un consorzio Gaming International / Live Nation UK.

## Esibizioni
Tra i gruppi musicali che si sono esibiti al National Bowl vi sono:
- AC/DC (2001),  Angel City & Alice Cooper (2006)
- Black Sabbath (2001), Blazin' Squad (1998), Blue, Blur (1995), Bon Jovi (1989, 1993, 1996, 2001 & 2006), The Bravery (supporto a Linkin Park & Jay-Z) (2008), Bruce Springsteen (1993), Bryan Adams (1991) & Busted (2003)
- Charlotte Church (2005), Coal Chamber (1998) & The Cult (1986), Chase & Status (2010), (supporto a The Prodigy & Pendulum)
- David Bowie (1983 & 1990), Deep Purple (2006), Desmond Dekker (1979), Diamond Head (1993) & Disturbed (2001)
- Eminem (2003), Enter Shikari (supporto a Linkin Park & Jay-Z) (2008), (supporto a The Prodigy & Pendulum) (2010), Erasure (1990), Europe (1989)
- Fear Factory & Foo Fighters (1998)
- Foo Fighters (2011) (Biffy Clyro, Jimmy Eat World & Death Cab for Cutie, supporto a Foo Fighters)
- Gary Glitter (1984), Genesis (reunion con Peter Gabriel & Steve Hackett) (1982), Geno Washington (1979), Green Day (2005), Guns N' Roses (reunion con Izzy Stradlin') (1993)
- Hard-Fi (2005)
- Innerpartysystem (supporto a Linkin Park & Jay-Z) (2008) & Ian van Dahl
- Jamiroquai (1994), Javine, Jimmy Eat World (2005), Journey (2006), Jay-Z (2008)
- Linkin Park (2008)
- Swedish House Mafia (2012)
- Marillion (1984 & 86), Marilyn Manson (1999), Mark Owen, McFly (2004, 2005), Megadeth (1993, 2001), Metallica (1993, 1999), Michael Jackson (1988), Ministry (1999), Monsters of Rock (2006)
- Natasha Bedingfield (2004), Nazareth (1984), Nickelback (2006), Nigel Kennedy (1999), N.E.R.D (supporto a Linkin Park e Jay-Z) (2008)
- Oasis (2005), The Offspring (2001) & Ozzy Osbourne (1998)
- Pantera (1998), Papa Roach (2001), Phixx, Pitchshifter (1998, 1999 & 2001), Placebo (1999), The Police (1980), Pendulum (supporto a Linkin Park & Jay-Z) (2008), (supporting The Prodigy) (2010), The Prodigy (2010), Pearl Jam (2014)
- Queen (1982), Queens of the Stone Age (2001) & Queensrÿche (2006)
- Ramones (1985), Rachel Stevens (2005), Raging Speedhorn (2001), R.E.M. (1985, 1995), Robbie Williams (2001, 2006), Ronan Keating (2002, 2003),
- Squeeze (1980), Simple Minds (1986, 1991), Simply Red (2003), Slayer (1998),  Sleeper (1995 supporto a R.E.M.), Slipknot (2001), Soulfly (1998, 2001), Status Quo (1984), The Stranglers (1988)
- Take That (2006), Taking Back Sunday (2005) Ted Nugent (2006), Terrorvision (1999), The Almighty (1993), The Offspring (2001), Therapy? (1998), Thunder  (2006), Thin Lizzy (1981), Three Days Grace (2008)
- UB40 (1980, 1994), U2 (1985)
- V, VS
- ZZ Top (1991)
- The 411, 50 Cent
- Jethro Tull (1986)